# Turócerdőd
Turócerdőd (1899-ig Liesznó, szlovákul Liešno) község Szlovákiában, a Zsolnai kerületben, a Stubnyafürdői járásban.

## Fekvése
Turócszentmártontól 32 km-re délnyugatra fekszik.

## Története
A települést 1302-ben „Lesna” néven említik először. 1315-ben „Lescha”, 1343-ban „Lesna” néven írják. 1434-ben a Recski, később a Prónay, Kereskényi és Velics családoké. 1535-ben „Lyesna”, 1566-ban „Lyeschno”, 1598-ban „Lyesno” alakban említik a korabeli forrásokban. 1715-ben 5, 1720-ban 2 háztartása volt. 1785-ben 11 házában 82 lakos élt.
A 18. század végén Vályi András így ír róla: „LIESZNO. Tót falu Túrócz Várm. földes Ura B. Prónai Uraság, és mások, lakosai evangelikusok, fekszik Tót Prónához 1/2 órányira, Jeszenitza vizénél, határja középszerű, réttyei kétszer kaszáltathatnak, legelője, ’s fája van.”
1828-ban 15 háza és 127 lakosa volt, akik főként mezőgazdasággal foglalkoztak.
Fényes Elek 1851-ben kiadott geográfiai szótárában így ír a faluról: „Lieszno, tót falu, Thurócz vármegyében, a Jaszenicza patakja mellett: 7 kath., 120 evang. lak. F. u. b. Prónay. Ut. posta Rudnó.”
A trianoni diktátumig Turóc vármegye Stubnyafürdői járásához tartozott.

## Népessége
| Év:            | 1994. | 2004.    | 2014.   | 2024.    |
| -------------- | ----- | -------- | ------- | -------- |
| Emberek száma: | 70    | 57       | 58      | 52       |
| Eltérés:       |       | -18,57 % | +1,75 % | -10,34 % |

| Év:            | 2023. | 2024.   |
| -------------- | ----- | ------- |
| Emberek száma: | 54    | 52      |
| Eltérés:       |       | -3,70 % |

1910-ben 107, túlnyomórészt szlovák lakosa volt.
2001-ben 55 szlovák lakosa volt.
2011-ben 54 szlovák lakta.

## Külső hivatkozások
- E-obce.sk Archiválva 2009. november 14-i dátummal a Wayback Machine-ben
- Községinfó
- Turócerdőd Szlovákia térképén